# Tratatul de aderare 2005
Tratatul de aderare a României și Bulgariei la Uniunea Europeană (sau Tratatul de aderare 2005) este o înțelegere între Uniunea Europeană și două țări (Bulgaria și România), privind aderarea acestora la UE. De asemenea, acest document schimbă câteva prevederi care erau reglementate inițial de Tratatul de la Nisa.
Pe 13 aprilie 2005, Parlamentul European a aprobat semnarea Tratatului de Aderare a României și Republicii Bulgaria, făcând posibilă aderarea lor la Uniunea Europeană. Parlamentul a votat cu 497 voturi pentru, 93 împotrivă și 71 de abțineri aderarea României. Aderarea Bulgariei a fost aprobată cu 522 de voturi pentru, 70 împotrivă și 69 de abțineri.
Ceremonia de semnare a tratatului s-a desfășurat pe 25 aprilie 2005 la Abația Neumünster din Luxemburg. Tratatul a intrat în vigoare la 1 ianuarie 2007, ziua extinderii Uniunii Europene. Din partea României au semnat președintele Traian Băsescu, premierul Călin Popescu-Tăriceanu, ministrul afacerilor externe Mihai Răzvan Ungureanu și negociatorul șef cu Uniunea Europeană, Leonard Orban.  
Uniunea Europeană este constitută pe mai multe structuri legale, datorită diverselor tratate internaționale succesive care au fost semnate. Tratatul de Aderare a României și Bulgariei la Uniunea Europeană modifică:
- Tratatul de la Roma (Tratatul de institutire a Comunității Europene),
- Tratatul Euratom și
- Tratatul de la Maastricht (Tratatul de formare a Uniunii Europene)

precum și alte acte care împrepună formează structura legală (acquis) a Uniunii.
Numele integral al tratatului este: 
Tratatul între Regatul Belgiei, Republica Cehă, Regatul Danemarcei, Republica Federală Germania, Republica Estonia, Republica Elenă, Regatul Spaniei, Republica Franceză, Irlanda, Republica Italiană, Republica Cipru, Republica Letonia, Republica Lituania, Marele Ducat al Luxemburgului, Republica Ungară, Republica Malta, Regatul Țărilor de Jos, Republica Austria, Republica Polonă, Republica Portugheză, Republica Slovenia, Republica Slovacă, Republica Finlanda, Regatul Suediei, Regatul Unit al Marii Britanii și Irlandei de Nord (state membre ale Uniunii Europene) și Republica Bulgaria și România privind aderarea Republicii Bulgaria și a României la Uniunea Europeană.

## Ratificare parlamentară

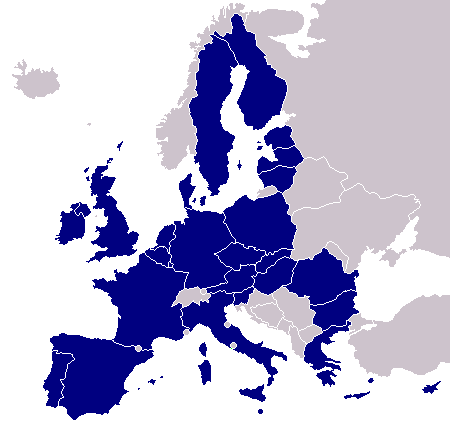
Ratificat de toţi cei 25 de membri
| Parlament            | Data | Rezultat |  |
| -------------------- | --- | --- |  |
| Parlamentul European | 13 aprilie 2005                                                                                         | Da. România: 497 la 93. Da. Bulgaria: 522 la 70. |  |
| Bulgaria             | 11 mai 2005                                                                                             | Da. 231 la 1. |  |
| România              | 17 mai 2005                                                                                             | Da. 434 la 0. |  |
| Slovacia             | 21 iunie 2005                                                                                           | Da. 102 la 0. |  |
| Ungaria              | 26 septembrie 2005                                                                                      | Da. 257 la 6. |  |
| Slovenia             | 29 septembrie 2005                                                                                      | Da. 64 la 0. |  |
| Cipru                | 27 octombrie 2005                                                                                       | Da. 59 la 0. |  |
| Grecia               | 2 noiembrie 2005                                                                                        | Da. 288 la 12. |  |
| Estonia              | 16 noiembrie 2005                                                                                       | Da. 69 la 0. |  |
| Cehia                | 6 decembrie 2005                                                                                        | Da. Senat: 79 la 0 . Da. Deputați: 155 la 0. |  |
| Spania               | 24 noiembrie 2005 14 decembrie 2005                                                                     | Da. Deputați: 333 la 1. Da. Senat: 247 la 1. |  |
| Italia               | 22 decembrie 2005                                                                                       | Da. Senat: 313 la 2. Da. Deputați: 415 la 3. |  |
| Malta                | 24 ianuarie 2006                                                                                        | Da. 65 la 0. |  |
| Letonia              | 26 ianuarie 2006                                                                                        | Da. 79 la 0. |  |
| Regatul Unit         | 24 noiembrie 2005 7 februarie 2006                                                                      | Da. Camera Comunelor adoptat în a treia lectură Da. Camera Lorzilor adoptat în a treia lectură |  |
| Portugalia           | 8 martie 2006                                                                                           | Da. 216 la 0 |  |
| Lituania             | 30 martie 2006                                                                                          | Da 85 la 1 |  |
| Polonia              | 10 martie 2006 30 martie 2006                                                                           | Da. Deputați: 426 la 1 Da. Senat: 71 la 0 |  |
| Suedia               | 9 mai 2006                                                                                              | Da. Aprobat prin aclamare. |  |
| Austria              | 26 aprilie 2006 11 mai 2006                                                                             | Da. Consiliul Național: Aprobat prin vot cu mâna, 2 voturi împotrivă. Da. Aprobat prin vot cu mâna, 1 vot împotrivă. |  |
| Țările de Jos        | 7 februarie 2006 13 iunie 2006                                                                          | Da. Deputați: 95 la 54. Da. Senat: 71 la 4 |  |
| Finlanda             | 19 iunie 2006                                                                                           | Da. Aprobat fără vot. |  |
| Irlanda              | 14 iunie 2005 21 iunie 2006                                                                             | Da. Dáil Éireann: Aprobat fără o divizare. Da Seanad Éireann: Aprobat fără o divizare |  |
| Luxemburg            | 29 iunie 2006                                                                                           | Da. 60 la 0. |  |
| Belgia               | 30 martie 2006 20 aprilie 2006 30 mai 2006 27 iunie 2006 12 iulie 2006 19 iulie 2006 19 septembrie 2006 | Da. Senat: 52 la 8 Da. Deputați: 115 la 14 Da. Parlamentul Regiunii Bruxelles: 77 la 6 Da. Parlamentul Francofon: 57 la 0 Da. Parlamentul Flamand: 79 la 29 Da. Parlamentul Valon: 61 la 14 Da. Parlamentul Germanofon: 25 la 0 |  |
| Franța               | 27 iunie 2006 3 octombrie 2006                                                                          | Da. Adunarea Națională: 514 la 0 Da. Senat: 27 la 0 |  |
| Danemarca            | 21 noiembrie 2006                                                                                       | Da. 97 la 2 |  |
| Germania             | 26 octombrie 2006 24 noiembrie 2006                                                                     | Da. Bundestag: 529 la 12. Da. Bundesrat: 69 la 0. |  |